# HMS Shannon (1875)
Pour les autres navires du même nom, voir HMS Shannon.
Le HMS Shannon fut le premier croiseur cuirassé de la Royal Navy.  Celui-ci fut construit sur le chantier naval de Pembroke (Pays de Galles).

C'est le huitième navire à porter ce nom.

## Conception
C'est le premier navire de guerre britannique à bénéficier d'un pont blindé et le dernier à avoir l'hélice hissée hors de l'eau lorsqu'il naviguait à la voile.
Il fut conçu pour rivaliser avec les croiseurs russes Amiral général et Duc d'Édimbourg.

## Histoire
Il devint vite obsolète à cause de sa faible vitesse et de son blindage léger. Il a servi dans l'Escadre de Chine et dans l'Escadre du Pacifique. Son approvisionnement en munition de 254 mm fut aussi un problème car il était le seul à s'en servir.

Il fut relégué en garde-côtes dès 1883 et mis en réserve en 1893. Il fut vendu pour démolition en 1899.